# Put It in a Love Song
Singles de Alicia Keys
Un-Thinkable (I'm Ready)
(2010) Wait Til You See My Smile
(2010)
Singles par Beyoncé
Video Phone
(2009) Telephone
(2010)
Put It in a Love Song est une chanson interprétée par l’artiste américaine  Alicia Keys, en collaboration avec la chanteuse Beyoncé Knowles. Prévue comme 4e single de l’album The Element of Freedom, la chanson sortira officiellement comme 5e single à l'été 2010, bien qu’elle ait été lancée sur les ondes dès janvier 2010.

## Présentation
Musicalement la chanson comporte une étendue de refrain et une structure Verse-Rap. Knowles apparaît dans les parties du refrain, mais aussi dans les parties (couplets) « opposées » de Keys.
Lors d’une interview, Alicia a mentionné Beyoncé et la chanson : « Nous nous sommes bien amusées. C’est magnifique, car nous célébrons toutes les deux notre carrière [de 10 ans], c’est le thème de la chanson, et on se réunit pour se renforcer mutuellement. Cette chanson est très communicante pour nous en ce moment. Nous sommes devenues de bonnes amies vraiment. Nous avons été dans l’industrie musicale durant la même période et avions tous deux signés chez Columbia Records quand on avait 14 ans. C'était comme une fête dans le studio, l'énergie était tellement élevée et la connexion était authentique. »
Le 17 mars 2010, lors de la tournée internationale de Keys (Freedom Tour), Beyoncé l’a rejoint sur scène pour chanter la chanson en live pour la première fois à New York City's Madison Square Garden,.

## Réception
La chanson a reçu généralement des critiques nuancées. C’est le cas du magazine américain Entertainment Weekly qui annonce que : « la chanson est amusante, mais pas tout à fait en correspondance avec les enregistrements frais [de Keys] dont la substance correspond ultimement à la révélation du Soul, pas à l’attaque instantanée…».
Quand le Journal USA Today déclare que : « Le seul titre qui semble hors de propos est l'hymne du club Put It in a Love Song, une collaboration avec Beyoncé qui est accrocheur, mais finalement décevante, compte tenu du talent des deux artistes qui est remis en cause».
Rolling Stone n'a pas non plus été impressionné, car le magazine déclare que : « Keys a moins de succès avec Put It in a Love Song, une collaboration de Beyoncé-Swizz Beatz qui aurait pu être appelé : Single Ladies 2 (Put a ring on it)».
Randy Lewis de Journal Los Angeles Times a donné à la chanson à une appréciation positive en indiquant que : « la confiance en soi [des deux artistes] est en pleine floraison dans Put It in a Love Song… Ce duo avec Beyoncé est effervescent».
James Reed du Journal The Boston Globe a déclaré: «en mode de haute femme fatale, la chanson a déjà fait son chemin à la radio, mais c'est un petit bout de chanson, de cabotage avec son refrain contagieux et délivrant un tout petit peu. »
Allison Stewart du Journal The Washington Post a déclaré: «Keys a également fait équipe avec Beyoncé, les paillettes de  Diana Ross […] pour l’un des meilleurs titre du disque, "Put It in a Love Song" est une étrange mécanique qui vacille de diva à diva mais de toute façon ne tombe pas ... ». 
Andrew Burgess MusicOMH a décrit le titre comme « l'un des moments exceptionnels de l’album… un titre ayant la touche de "l'm Sasha Fierce" et que "la fantastique Beyoncé prend toujours une banquette arrière notable à Keys pour un surprenant et agréable changement ».

## Clip vidéo
Keys parlant des préparatifs du clip-vidéo avec Knowles, a déclaré : « Elle est une dame incroyable et je la considère absolument comme une amie. Et nous allons totalement, vous faire tourner la tête en arrière avec le clip-vidéo ». 
Beyoncé avait d'abord proposé l'Égypte, mais comme elle devait se retrouver sur scène au Brésil pour sa tournée (I Am…Tour)… alors les deux artistes ont été d'accord pour le tournage du clip-vidéo à Rio.
Le 9 février 2010, il a été confirmé que Keys et Knowles ont tourné le clip à  Rio de Janeiro (Brésil). Il a été tourné sur fond de paysage de Rio, dans les favelas Conceição Hill et de la Dona Marta Hill, l'endroit même où Michael Jackson avait tourné son clip-vidéo  "They Don't Care About Us", avec 80 membres de la grande école de samba de Rio Grande et le Sambódromo. Alicia et Beyoncé ont été équipées en costumes du Carnaval. Alors que Knowles a choisi une chapellerie Swarovski, Keys a préféré une chapellerie Faisan. C'est la première fois de sa carrière que Keys a travaillé avec le réalisateur prolifique, Melina Matsoukas qui a déjà travaillé avec Knowles sur un certain nombre d'occasions. 
Keys a déclaré sur MTV après le tournage du clip-vidéo: « Le tournage de " Put It in a Love Song" à Rio, au Brésil, a été très incroyable, je pense que l'énergie de la ville correspond à l'énergie de la chanson. C'est sensuel, c'est excitant, c'est si riche de couleurs. Je l'ai aimé. Les gens sont sortis et ont été si agréables… Je pense que c'est excitant, surtout y participer et faire partir de l'expérience avec eux comme ça… Et pour être en mesure d'avoir la connexion que nous avons et le faire dans une ville qui est si unique, c'est inoubliable. Les photos parlent d'un millier de mots. Vous avez donc vu l'énergie là-bas. Elle est grande ». 
En avril 2010, Keys a déclaré à Rap-Up que : « le clip ne sortirait qu'après la sortie du 4ème single "Un-thinkable (I’m Ready)"… Le clip sortira probablement en début de cet été.»

## Classement du titre
| Classement (2010)                                  | Meilleure position |
| -------------------------------------------------- | ------------------ |
| Australie – Singles Chart                          | 18                 |
| Canada - Hot 100                                   | 78                 |
| Syrie - Singles Chart                              | 26                 |
| Italie – Singles Chart                             | 73                 |
| Corée du Sud – Korean Internationale Singles Chart | 2                  |
| Nouvelle-Zélande - Singles Chart                   | 24                 |
| États-Unis Hot R&B/Hip-Hop Songs                   | 60                 |

Ventes et certifications
| Pays                    | Certification |
| ----------------------- | ------------- |
| Australie – ARIA Charts | Or            |